# Dexter McClanahan
Dexter Deontae McClanahan (Stockbridge, 22 de julho de 1997) é um jogador estadunidense de basquetebol que atualmente joga no Fortaleza Basquete Cearense do Novo Basquete Brasil (NBB).

## Carreira
O jogador é natural de Stockbridge, uma pequena cidade nos arredores de Atlanta, e começou a trajetória no esporte no basquete universitário dos Estados Unidos, onde atuou por quatro temporadas, sendo três no Savannah State Tigers e uma no Nicholls State Colonels. Em 2021-22, defendeu o Clube Barreirense, na ProLiga de Portugal, e obteve média de 23,4 pontos e 5,1 rebotes, sendo eleito o jogador da semana da Liga em três oportunidades.
Na temporada 22-23, foi anunciado como jogador do Fortaleza Basquete Cearense e foi o maior pontuador da temporada, com média de 21.4 por jogo. Também participou dos Jogo das Estrelas da NBB em duas oportunidades.